# Frederick Coffay Yohn

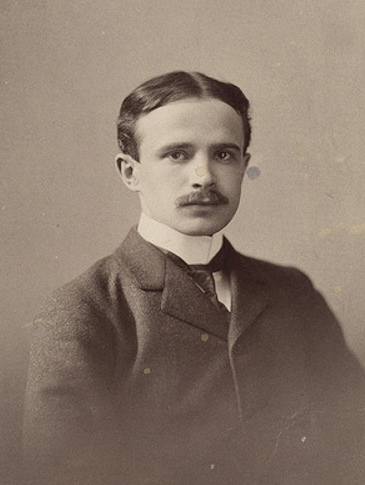
Frederick Coffay Yohn

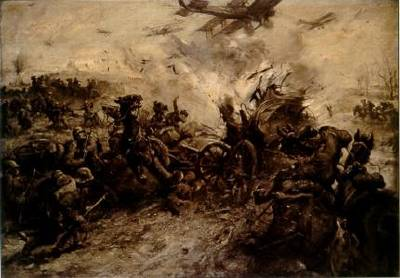
Kriegsszene aus dem Ersten Weltkrieg

Frederick Coffay Yohn (* 8. Februar 1875 in Indianapolis, Indiana; † 5. Juni 1933 in Norwalk, Connecticut) war ein US-amerikanischer Maler. Seine Bilder haben meist einen militärischen Bezug und geben oftmals Szenen an der Front wieder.

## Leben und Wirken
Yohn war der Sohn des Buchhändlers Albert Brown Yohn und dessen Frau Adelaide (geborene Ferguson). Seine Vorfahren stammten vermutlich von dänischen Einwanderern ab, die gegen Ende des 18. Jahrhunderts nach Maryland gekommen waren. Er wurde an der Art School of Indianapolis und bis 1895 an der Art Students League of New York durch Henry Siddons Mowbray ausgebildet. Bereits während seiner Schulzeit zeichnete er auf einem republikanischen Staatskongress 16 Porträts für Harpers Periodicals in Indianapolis. 1895 eröffnete er ein Studio in der 23. Straße in New York, wo er sich mit den Werken der Künstler Adolph von Menzel, Daniel Urrabieta Vierge, Alphonse de Neuville, Edwin Austin Abbey und Howard Pyle beschäftigte. Er bevorzugte militärische Themen, wobei er Bilder vom Amerikanischen Unabhängigkeitskrieg oder dem Ersten Weltkrieg schuf. 
Als er 23 Jahre alt war, wurden einige seiner Bilder auf der Wanderausstellung gezeigt. Zu seinen ersten Werken gehörten die Illustrationen zu James Barnes (1866–1933) Buch For King or country. Auch das von Lowell Thomas veröffentlichte Hero of Vincennes wurde von Yohn illustriert. 1899 wurde er vom Scribner’s Magazine nach London geschickt, um 17 Zeichnungen für Theodore Roosevelts Oliver Cromwell anzufertigen. Im Januar 1908 heiratete er die Musikerin Gertrude (geborene Klamroth), eine Tochter von Albert Klamroth aus New York, mit der er zwei Söhne hatte. Anschließend gingen sie nach Westport und 1910 nach Silvermine.

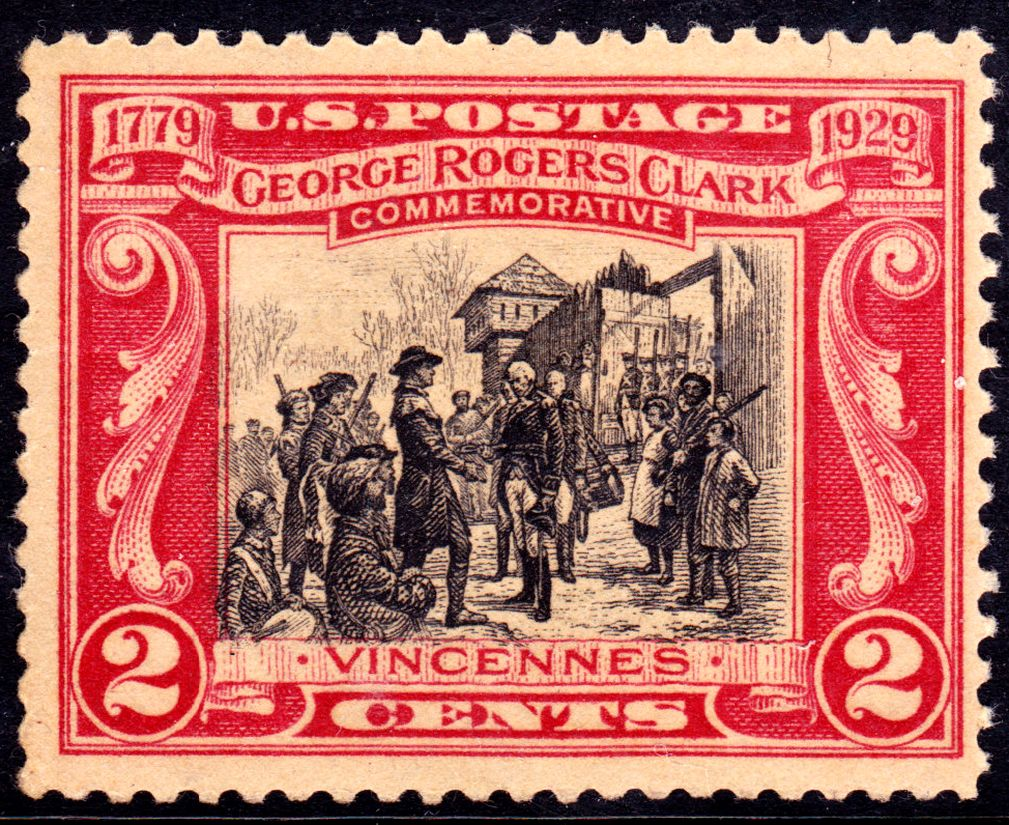
2-Cent-Briefmarke

Im Jahr 1929 wurde eine von Yohn kreierte 2-Cent-Briefmarke veröffentlicht, die den 150. Jahrestag des Sieges von George Rogers Clark über die Briten bei Fort Sackville, dem heutigen Vincennes, in Indiana zum Thema hatte.